# (4016) Sambre
Pour les articles homonymes, voir Sambre (homonymie).
(4016) Sambre est un astéroïde de la ceinture principale découvert le 15 décembre 1979 à l'observatoire de La Silla par les astronomes Henri Debehogne et E. R. Netto. Sa désignation provisoire était 1979 XK.
Il doit son nom à la Sambre, rivière franco-belge qui se jette dans la Meuse à Namur, en Belgique.